# Agonita shelfordi
Agonita shelfordi es un coleóptero de la familia Chrysomelidae.
Fue descrita científicamente por primera vez en 1903 por Gestro.